# Stezka hastrmanů

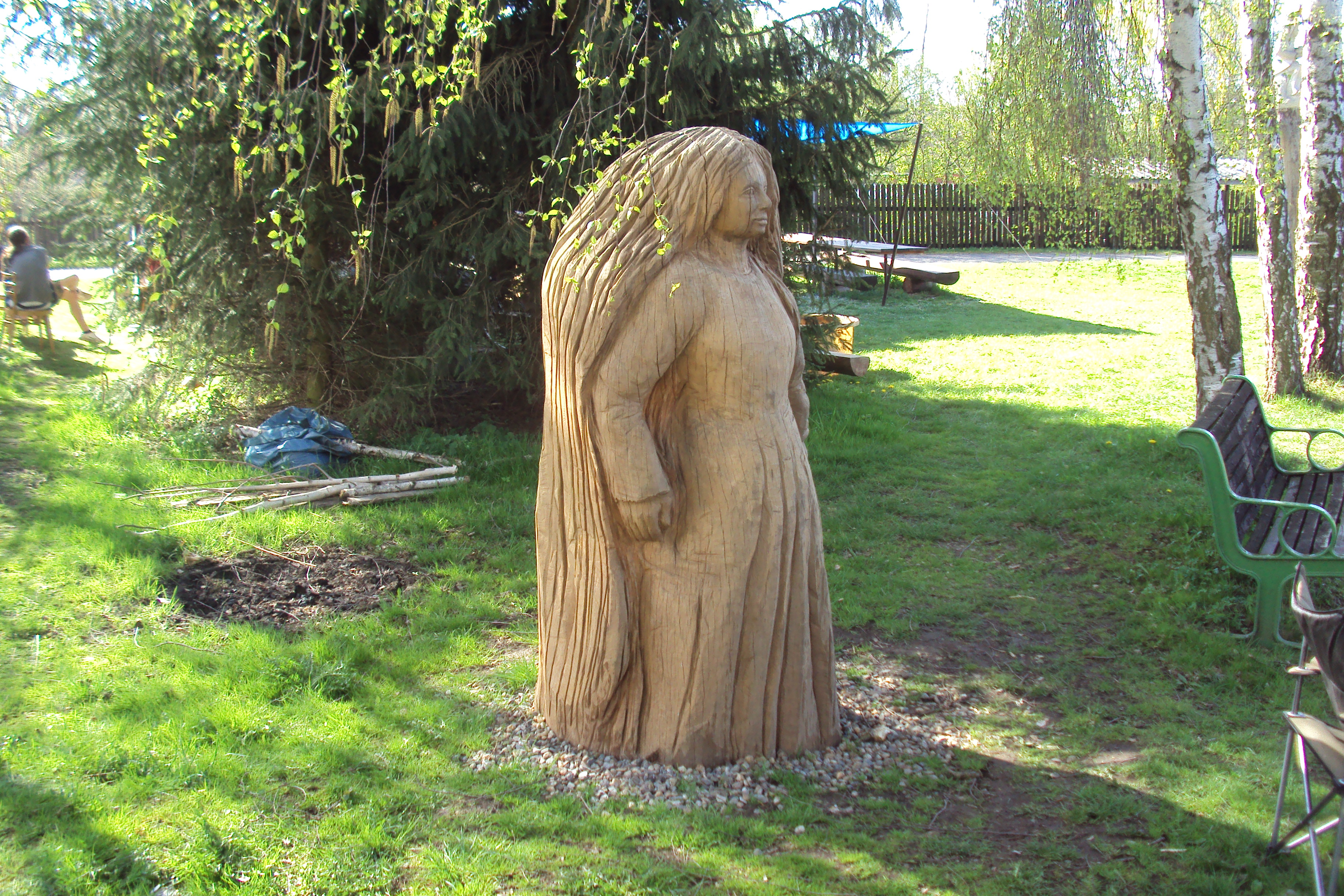
Dřevěné sochy na stezce hastrmanů, tato je u rybníka Vratislav

Stezka hastrmanů je naučná stezka vybudovaná v obci Brniště na Českolipsku v roce 2011.
Je zaměřená hlavně na děti, případně rodiny s dětmi. Vedená a vyznačená je ze středu obce od kostela kolem obou zdejších rybníků a při Panenském potoce.

## Základní údaje
Naučnou stezku vč. informačních tabulí a úpravy stanovišť na trase zajistila obec Brniště za pomoci Podralského nadačního fondu a ZOD Brniště. Potřebné finance byly získány ze zdrojů Evropské unie (Program rozvoje venkova). Práce byly dokončeny na podzim 2011, poté byla stezka slavnostně otevřena. Každoročně na jaře se koná zábavná akce zaměřená na děti Jarní otevírání Stezky hastrmanů.
Na trase stezky je 11 očíslovaných naučných tabulí a řada směrovek. Délka trasy je 6 km. Forma vyznačení okruhu i směrovek odpovídá směrovkám užívaným Klubem českých turistů. Stezka začíná ve středu obce Brniště poblíž obecního úřadu a kostela sv. Mikuláše. Odtud pokračuje na jihovýchod kolem rybníka Vratislav, kde začíná území kdysi samostatné vesničky Jáchymov, která s Brništěm splynula. Zde vede poblíž Panenského potoka k dalšímu, Brništskému rybníku. Odtud vede k nejvzdálenějšímu místu, železniční stanici Brniště pod kopcem Tlustec, odtud se vrací směrem na Brniště, až k okraji další bývalé vesnice Hlemýždí, také již s Brništěm stavebně spojená. Končí v parčíku před hlavním sídlem zemědělského družstva ZOD Brniště.
Trasa je určená hlavně pro děti a pěší turistiku, lze ji bez problémů projet i na kole. Na trase je řada dětských pískovišť, lavičky, ze dřeva vyřezávané sochy.

## Zastavení na stezce

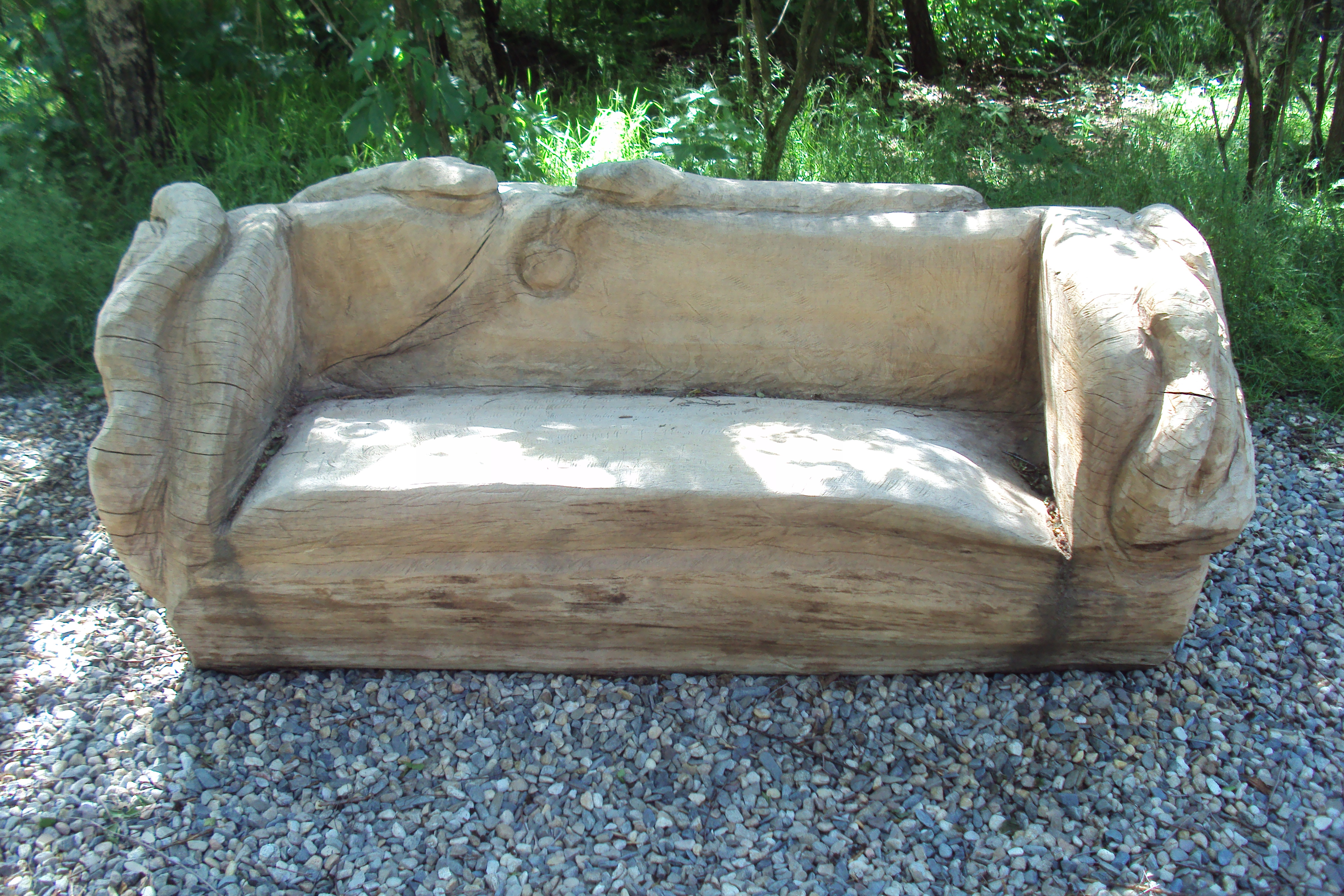
Vyřezaná lavička na jednom z stanovišť

- 1. Kostel sv. Mikuláše
- 2. Rybník Vratislav
- 3. U mlýna
- 4. Lužní les
- 5. Brništský rybník
- 6. Mokřad
- 7. U kapličky
- 8. Nádraží
- 9. Vyhlídka
- 10. Panenský potok
- 11. Obecní parčík

## Fotogalerie panelů

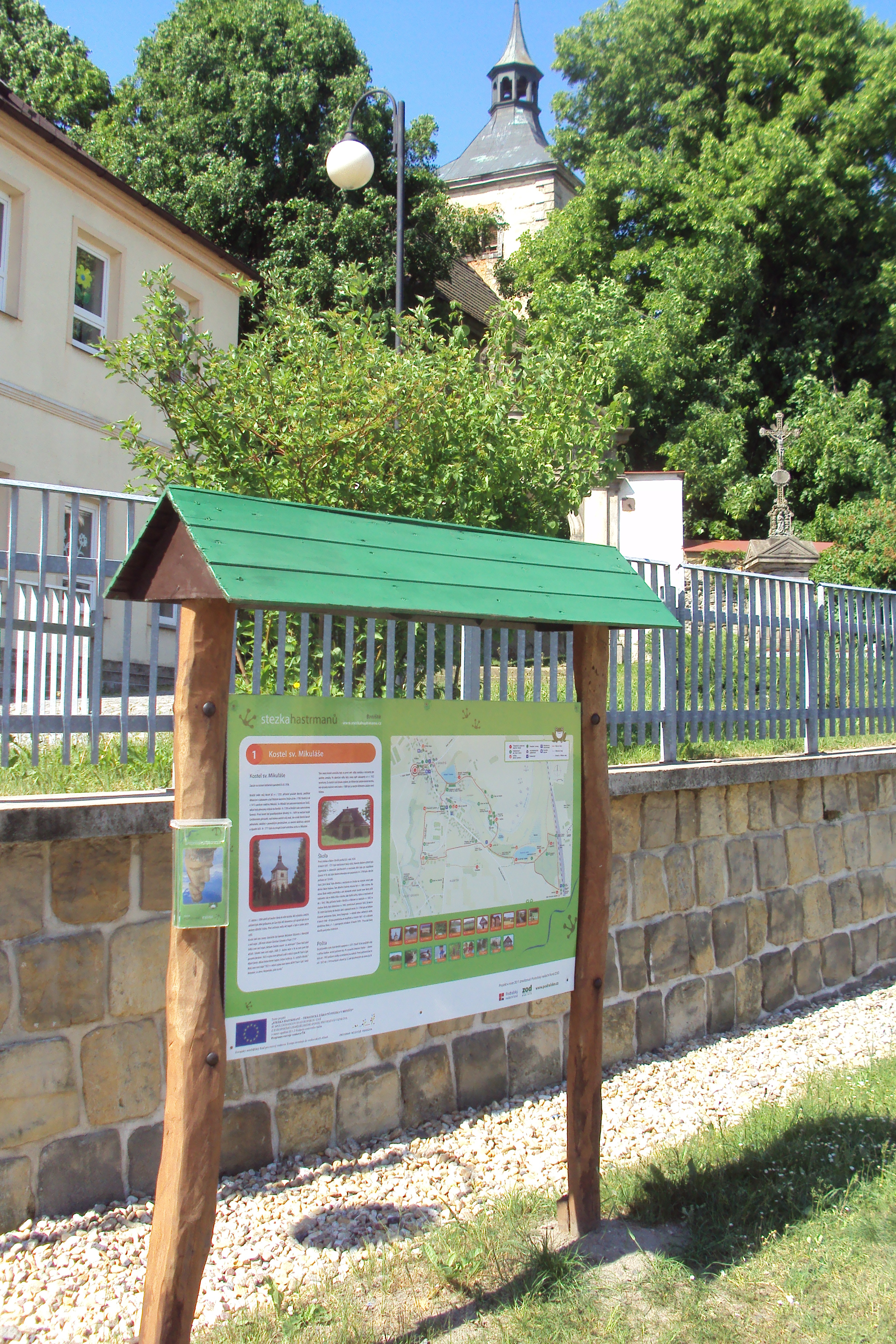
Zastavení č. 1
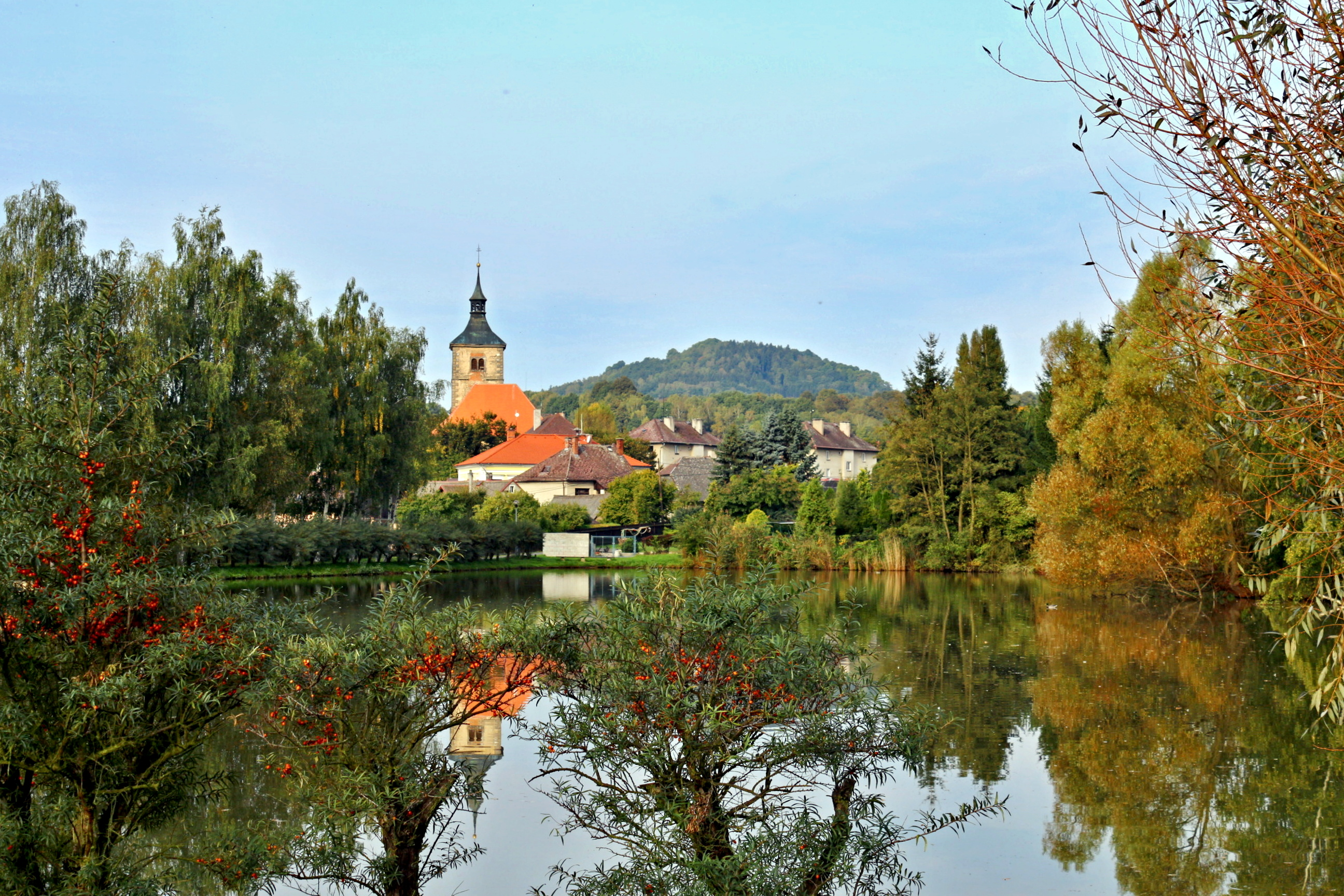
Zastavení č. 2
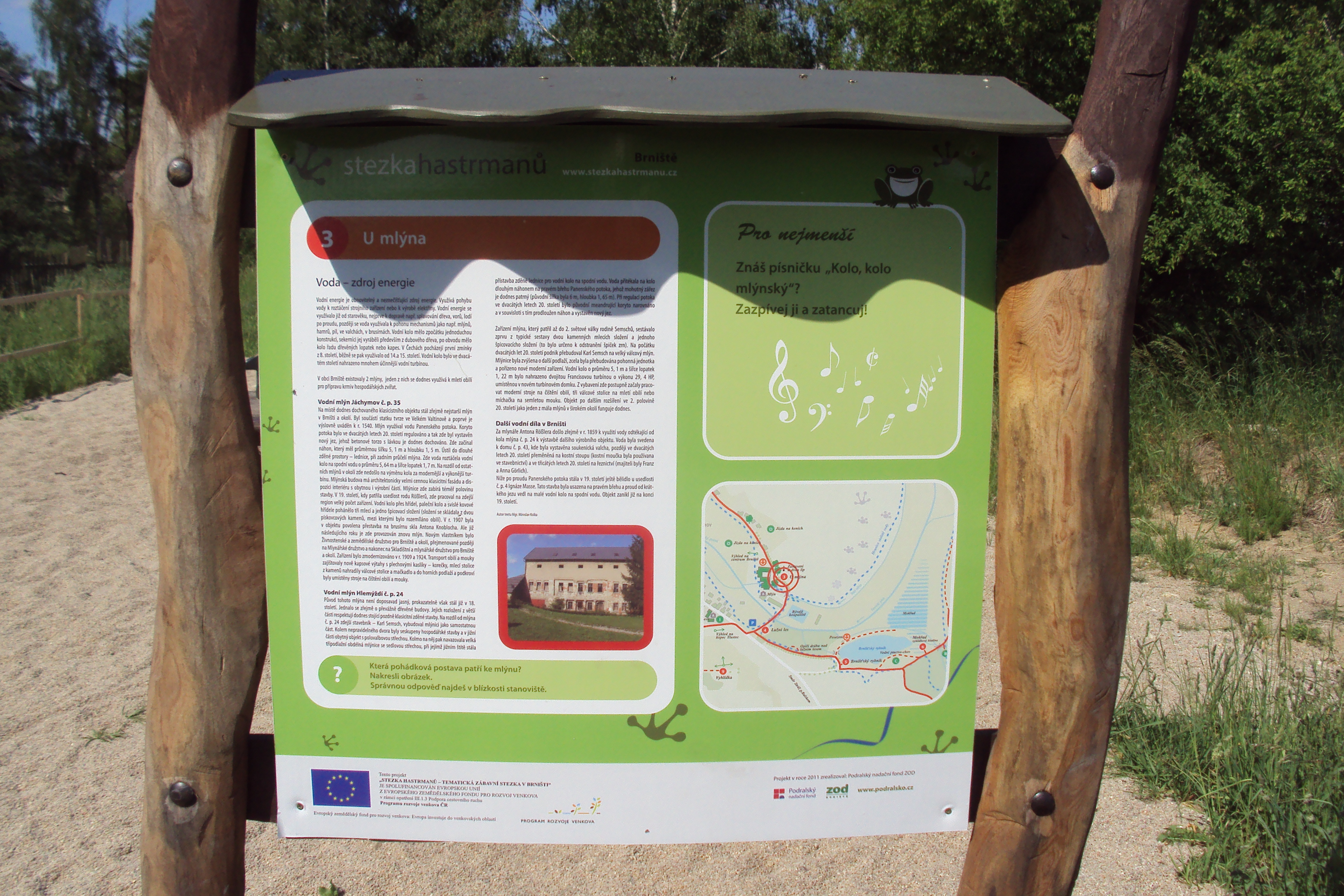
Zastavení č. 3
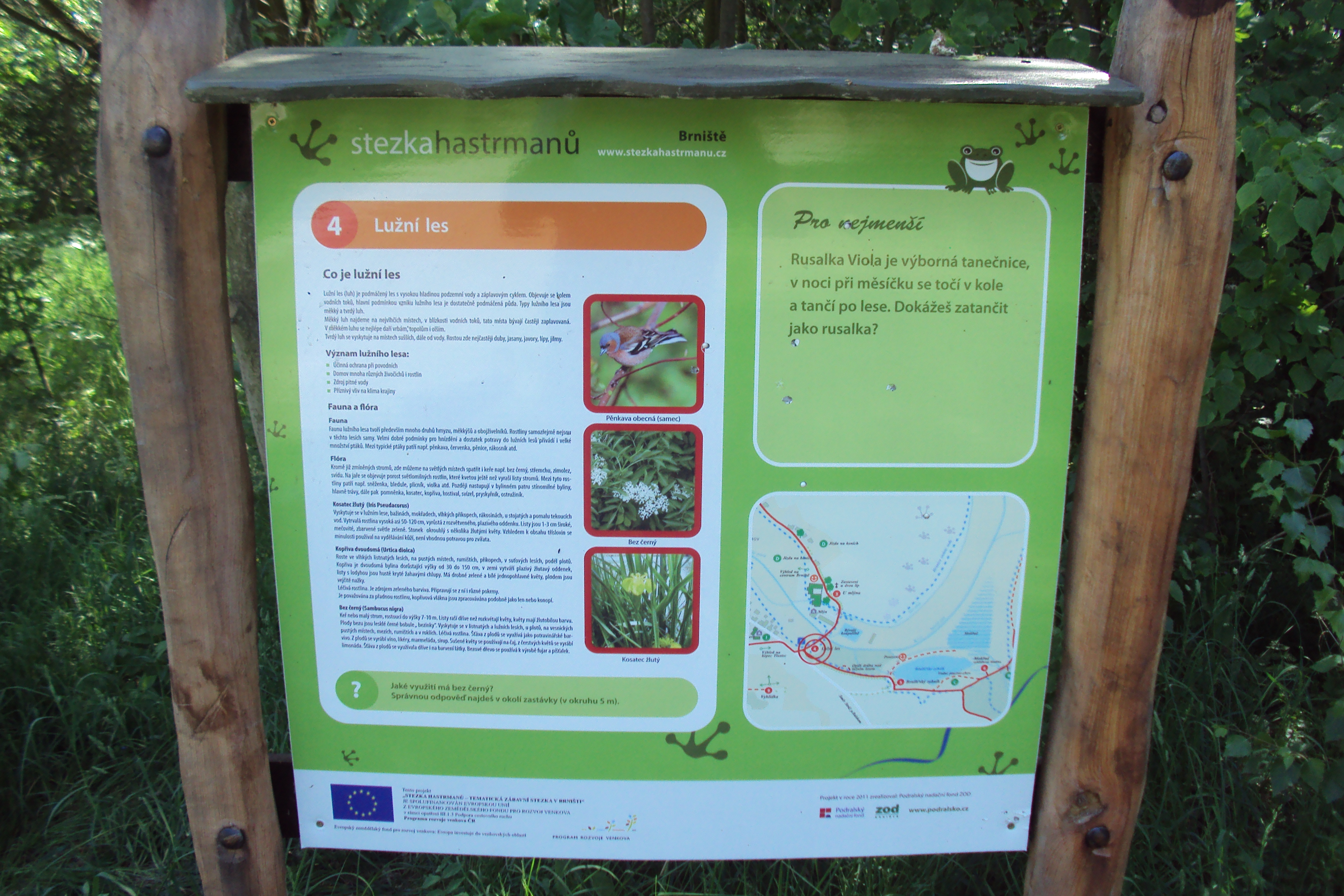
Zastavení č. 4
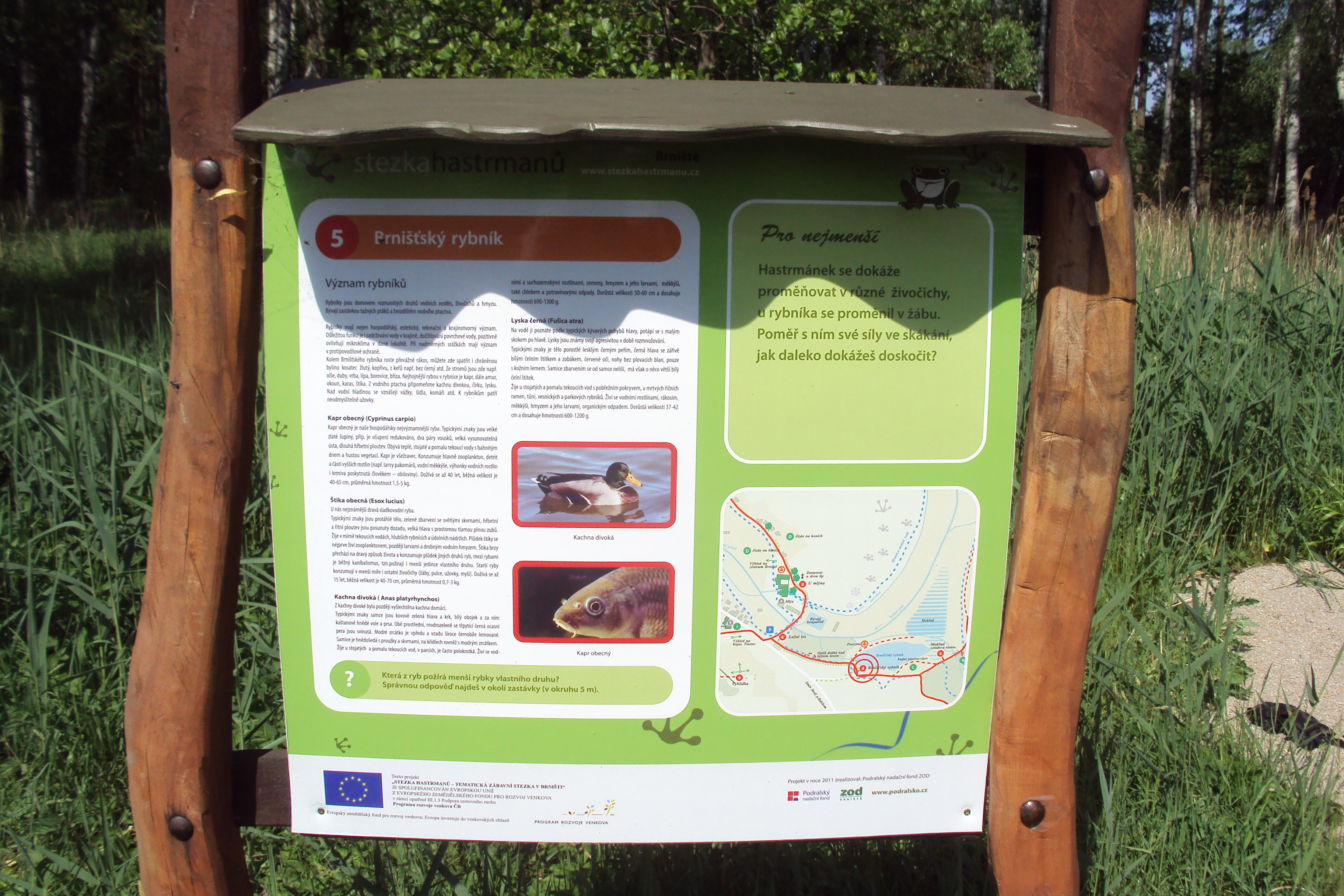
Zastavení č. 5
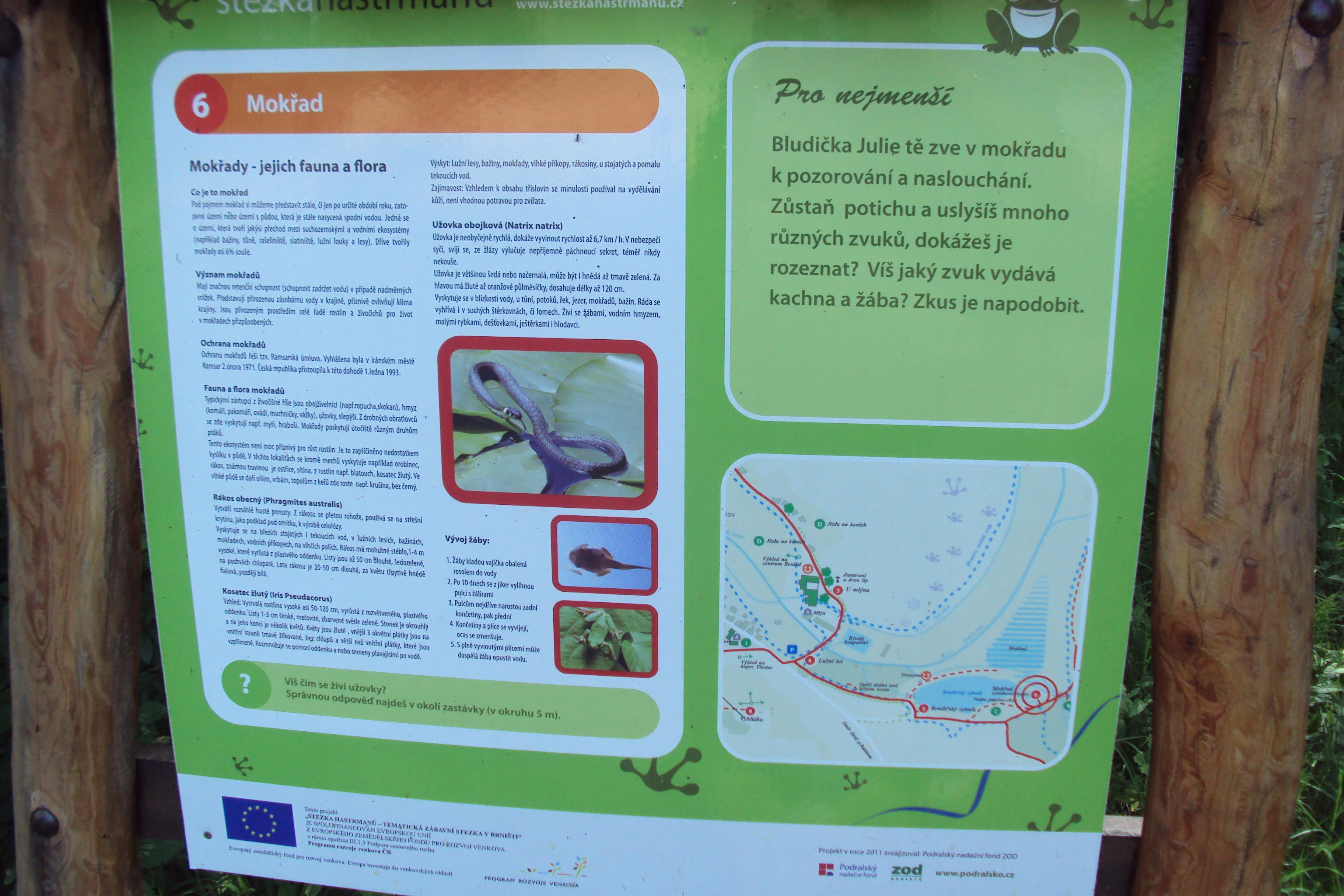
Zastavení č. 6
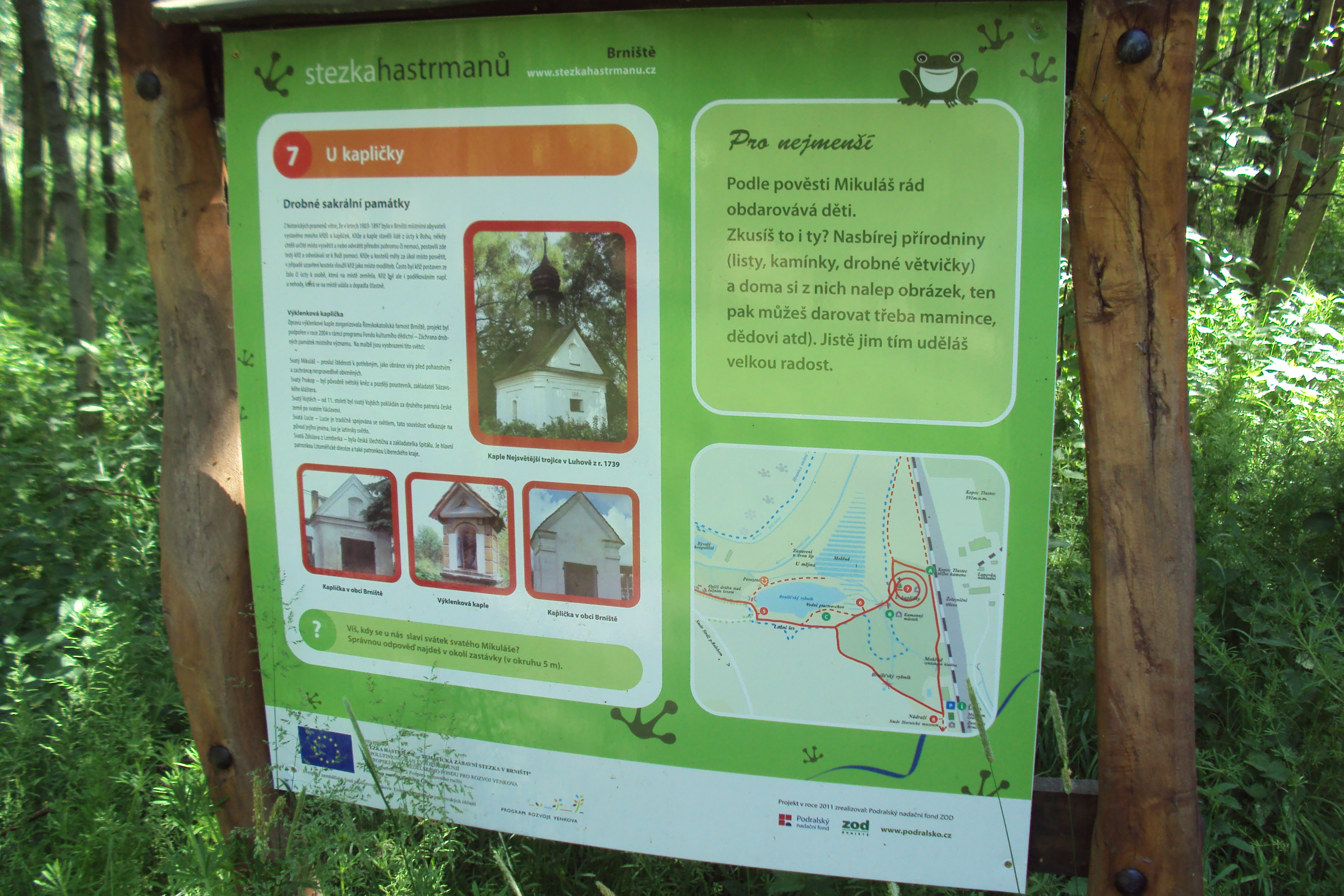
Zastavení č. 7
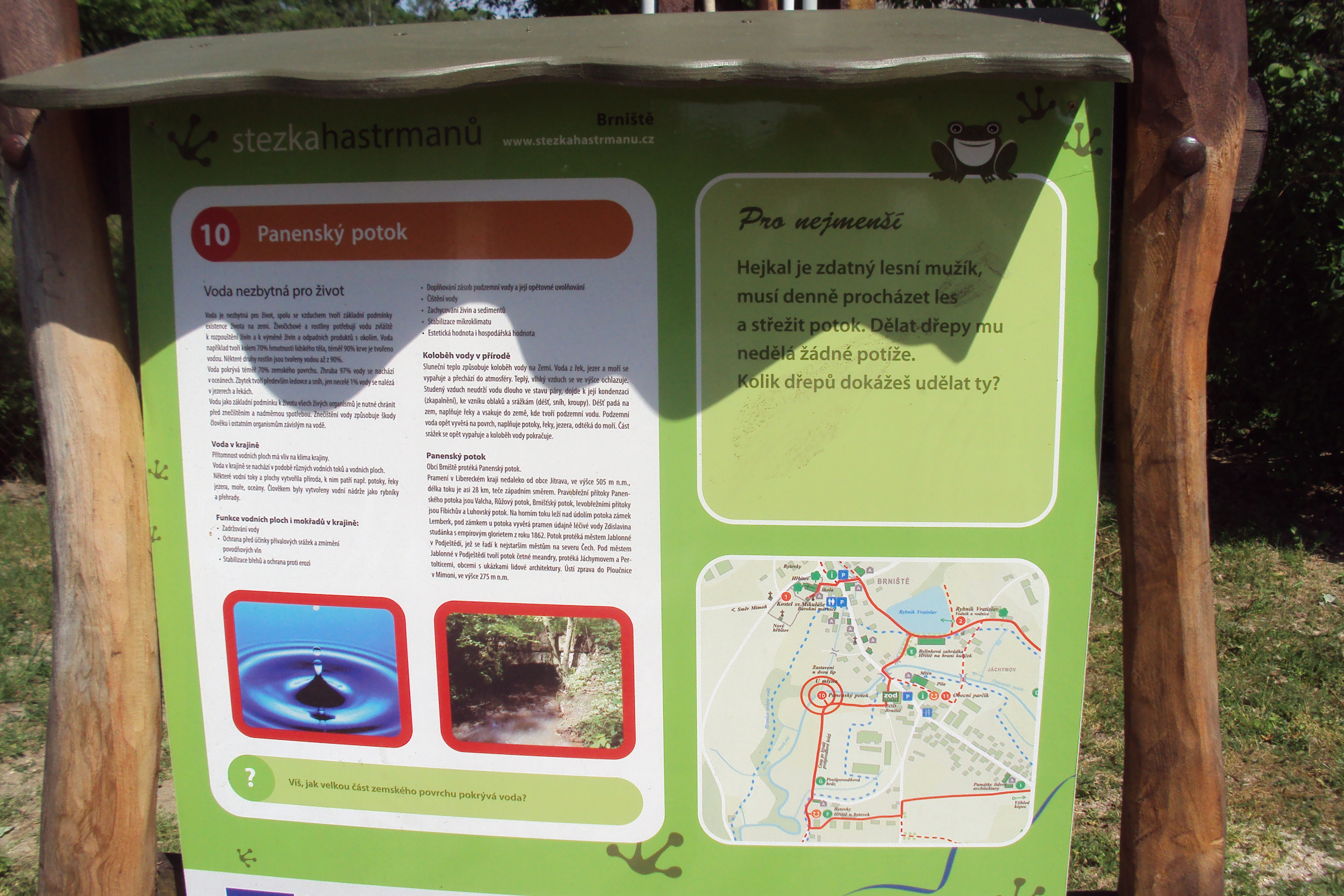
Zastavení č. 8
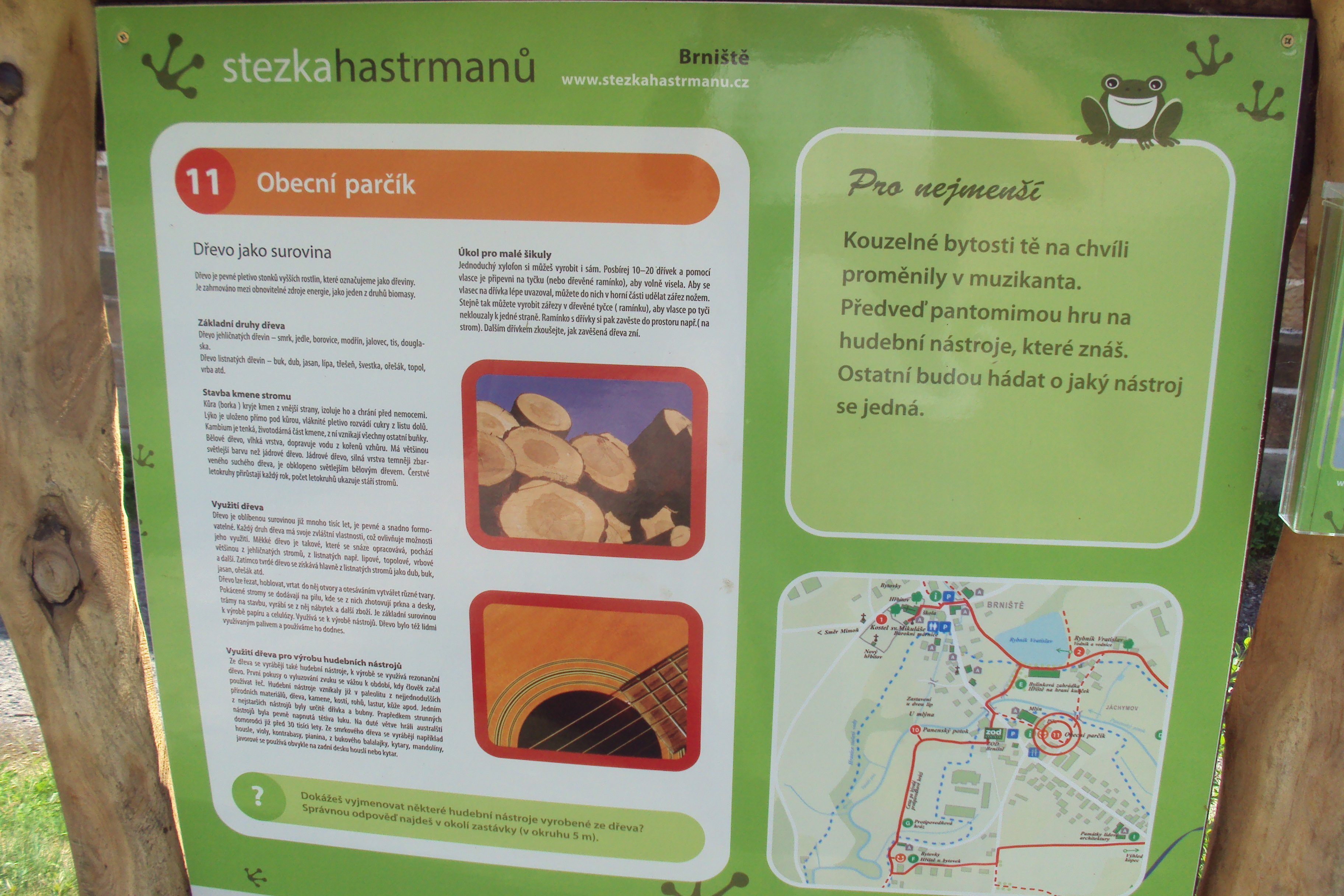
Zastavení č. 11